# Eduardo Camaño
Eduardo Oscar Camaño (Buenos Aires, 17 de junho de 1946) é um político argentino do Partido Justicialista. Foi presidente interino do país por dois dias entre 30 de dezembro de 2001 e 1 de janeiro de 2002 devido à renúncia do então presidente interino Adolfo Rodríguez Saá e do presidente do Senado Ramón Puerta. Foi intendente de Quilmes entre 1987 e 1991, deputado e tem sido desde o final de governo de Fernando de la Rúa (2001) o líder da Câmara de Deputados do Congresso da Nação Argentina.
Camaño representa na Câmara de Deputados a Província de Buenos Aires. Atua no bloco Federal Peronista aliado de Eduardo Duhalde, totalmente em oposição ao Presidente Néstor Kirchner. Preside o conselho nacional do Partido Justicialista, o que o torna, de facto, o líder do partido junto aos apoiadores de Duhalde e Kirchner.